# Luleå domkyrka
Luleå domkyrka tillhör Luleå domkyrkoförsamling och är Luleå stifts katedral. Kyrkan ligger mitt på den halvö där det centrala Luleå är beläget.
Luleå domkyrka har en korsformad planform och är 54 meter lång och 35 meter bred. Kyrktornet är ca 67 meter högt. Kyrkan invigdes den 3 december 1893, vilket var första första söndagen i advent det året., Den är såväl Sveriges nordligaste som yngsta domkyrka. Arkitekt Adolf Emil Melander från Stockholm ritade domkyrkan i nygotisk stil. Kyrkan är byggd i rött tegel och rymmer upp till 650 personer, varav 500–520 sittande.

## Historia
Bakom den nya utformningen av kyrkan stod arkitekt Knut Nordenskjöld. Väggmålningar och stjärndekor i taket togs bort och hela interiören vitmålades. Rester av den gamla stilen syns fortfarande i kyrkans entréer. Byggandet fortskred efter ritningar av Adolf Emil Melander till färdigställandet 1893 och invigdes samma år som Oscar Fredriks kyrka. När kyrkan invigdes 1893 kallades den Oscar Fredriks kyrka efter kung Oscar II. Kyrkan fick epitetet domkyrka och då Luleå stift bildades 1904 blev den Luleå domkyrka. 
På samma plats har tidigare funnits två kyrkor. 1667 uppfördes en träkyrka som 1790 ersattes av en stenkyrka – Gustafskyrkan i Luleå. Efter den stora branden i Luleå stad år 1887 började Luleå domkyrka att byggas. Branden totalförstörde den gamla kyrkan på platsen, Gustafs kyrka, som var från slutet av 1700-talet, brann den 11 juni 1887. På årsdagen 1889 nedlades enligt kyrkorådets beslut grundstenen för den nuvarande kyrkan i en högtidlig ceremoni ledd av landshövding Lars Berg i Norrbottens län.

## Orgel
- Köpte före 1773 ett positiv med sex stämmor från Danviks kyrka. Orgeln skänktes av inspektor Stigman.[5] 1729 förbättrades orgelverket.[6] 1755 reparerade organisten orgelverket. 1772 reparerades orgelbälgarna av Johan Beckman.[7]

Läktarorgeln, som invigdes 1987, är byggd av Grönlunds Orgelbyggeri i Gammelstad. Den väger 25 ton och har 4595 pipor. Man kan med hjälp av dator programmera in stämmor i förväg. Orgeln utökades 2011 med franskinspirerade trumpeter, så kallade chamader. Fasaden är ritad av Jan Boström i samverkan med arkitekten Bertil Fraklin. 2023 rengjordes orgeln och i samband med detta byggdes en Kontrabasun 32’ till vilken, liksom de 2011 tillbyggda högtryckstrumpeterna, står placerade bakom orgelhuset. 
| Huvudverk (C-c4)     | Öververk (C-c4)     | Svällverk (C-c4)        | Pedal (C-g1)     | Koppel |
| -------------------- | ------------------- | ----------------------- | ---------------- | ------ |
| Principal 16'        | Principal 8'        | Borduna 16'             | Untersatz 32'    | HV/ÖV  |
| Gedackt 16'          | Spetsgamba 8'       | Italiensk Principal 8’  | Principal 16'    | HV/SV  |
| Principal 8'         | Gedackt 8'          | Fl. Harmonique 8'       | Violon 16'       | ÖV/SV  |
| Dubbelflöjt 8'       | Oktava 4'           | Fugara 8’               | Subbas 16'       | HV/P   |
| Gamba 8'             | Koppelflöjt 4'      | Voix Céleste 8'         | Oktavbas 8'      | SV/P   |
| Oktava 4'            | Oktava 2'           | Kvint 5 1/3'            | Borduna 8'       | ÖV/P   |
| Blockflöjt 4'        | Nasat 1 1/3'        | Oktava 4'               | Oktava 4'        |        |
| Kvinta 2 2/3'        | Sifflöjt 1'         | Flûte Traversiére 4'    | Nachthorn 2'     |        |
| Oktava 2'            | Sesquialtera 2 chor | Ters 3 1/5'             | Mixtur 4 chor    |        |
| Mixtur 5-6 chor      | Scharf 4 chor       | Spetskvint 2 2/3'       | Kontrabasun 32’  |        |
| Grand Cornett 5 chor | Dulcian 16'         | Oktava 2'               | Kontrafagott 32’ |        |
| Trumpet 16'          | Cromorne 8'         | Ters 1 3/5'             | Basun 16’        |        |
| Trumpet 8'           | Cymbelstjärna       | Mixtur 4 chor           | Trumpet 8'       |        |
| Trumpet 4'           | Tremulant           | Terscymbel 3 chor       | Trumpet 4’       |        |
|                      |                     | Bombarde 16'            |                  |        |
| Chamade 16’ (unit 8’ |                     | Trompette Harmonique 8’ |                  |        |
| Chamade 8’           |                     | Oboe 8'                 |                  |        |
| Chamade 4’ (unit 8’) |                     | Vox Humana 8'           |                  |        |
|                      |                     | Eufon 8'                |                  |        |
|                      |                     | Trumpet 4'              |                  |        |
|                      |                     | Tremulant               |                  |        |

### Diskografi
Inspelningar av musik framförd på Grönlundsorgeln. 
- The Complete Music for Organ / Messiaen, Olivier, kompositör ; Ericsson, Hans-Ola, orgel. 7CD. Bis CD 1770. 2009.
- Luleå Cathedral / Wargh, Markus, orgel. CD. MWCD001. 2016.
- Musikhögskolan i Piteå : Orgelsolister. Volym 2 / Alinder, Henrik, orgel. CD. Musikhögskolan Piteå MH 9702. 1997.
- Musikhögskolan i Piteå : Orgelsolister. Volym 3. CD. Musikhögskolan Piteå MH 9701. 1997.

## Bilder

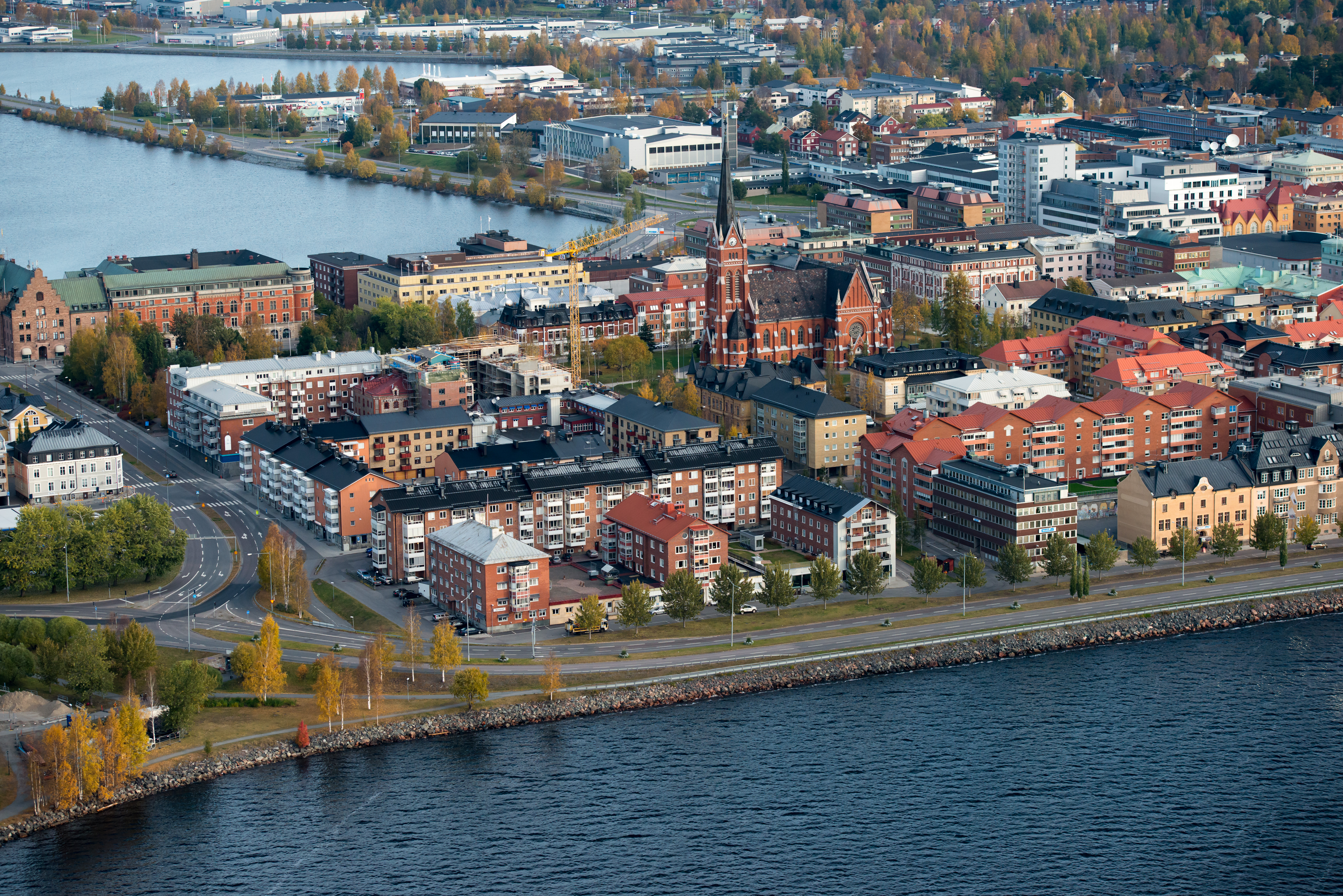
Flygfoto över kyrkan och Luleå centrum

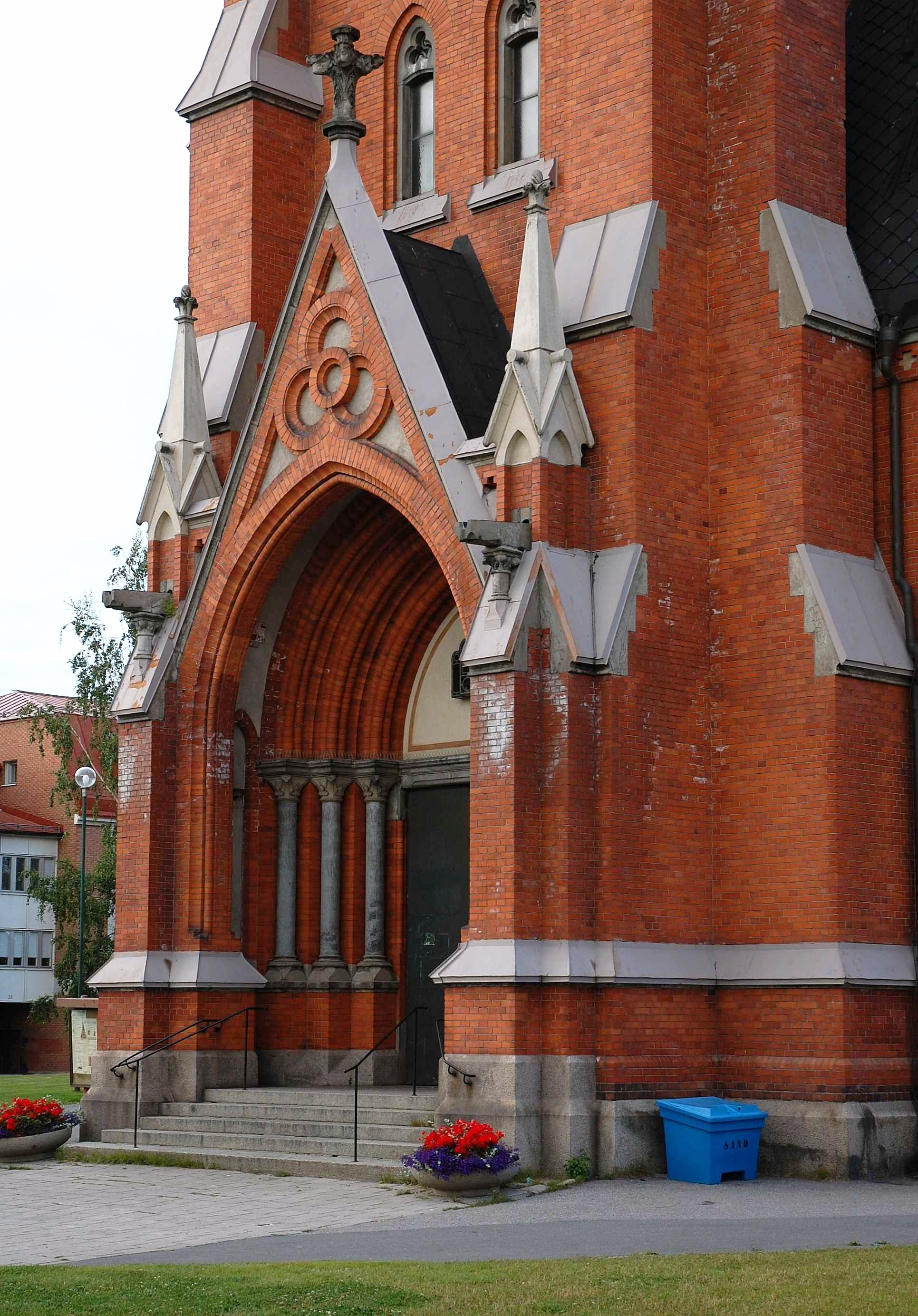
Huvudportalen
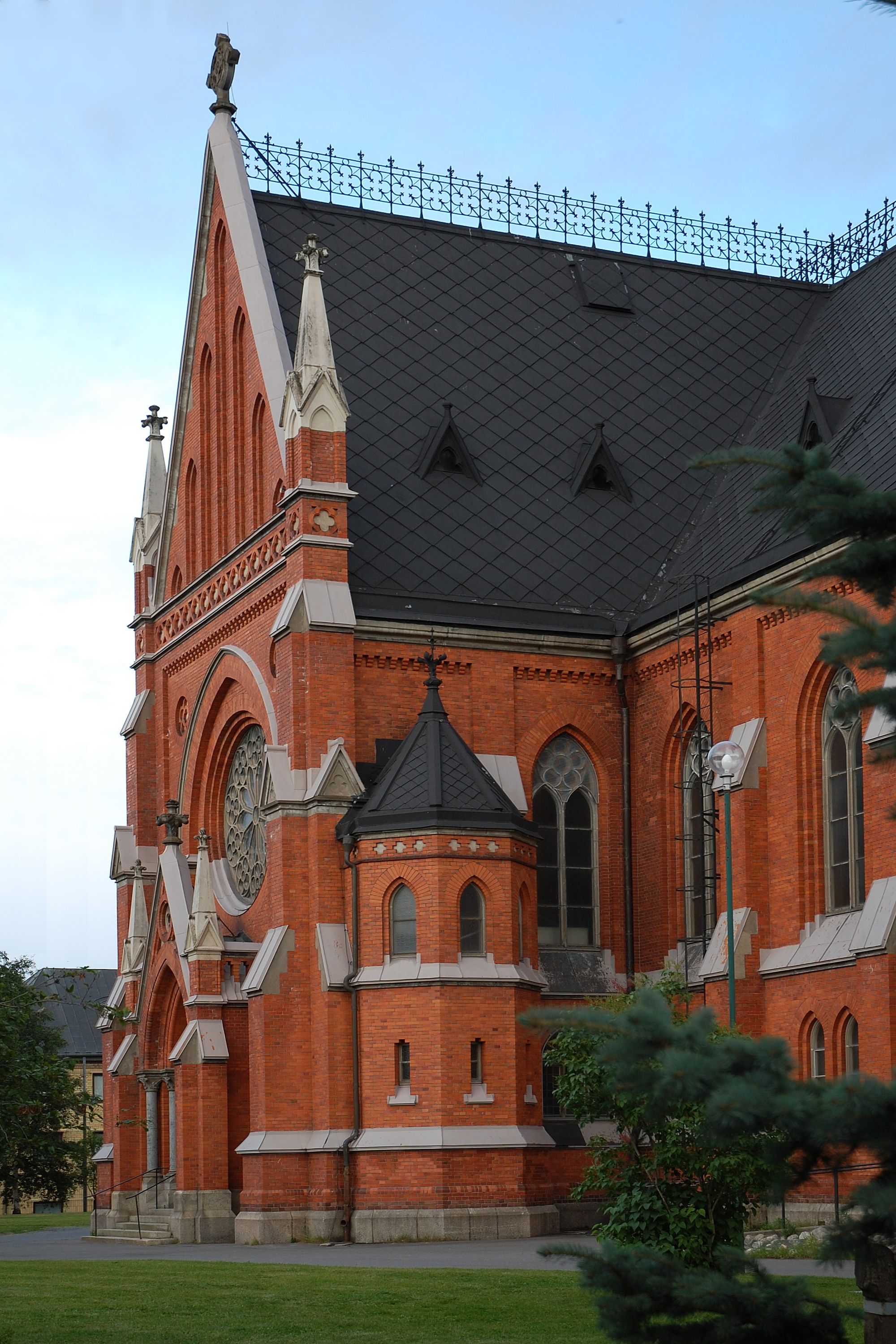
Norra fasaden
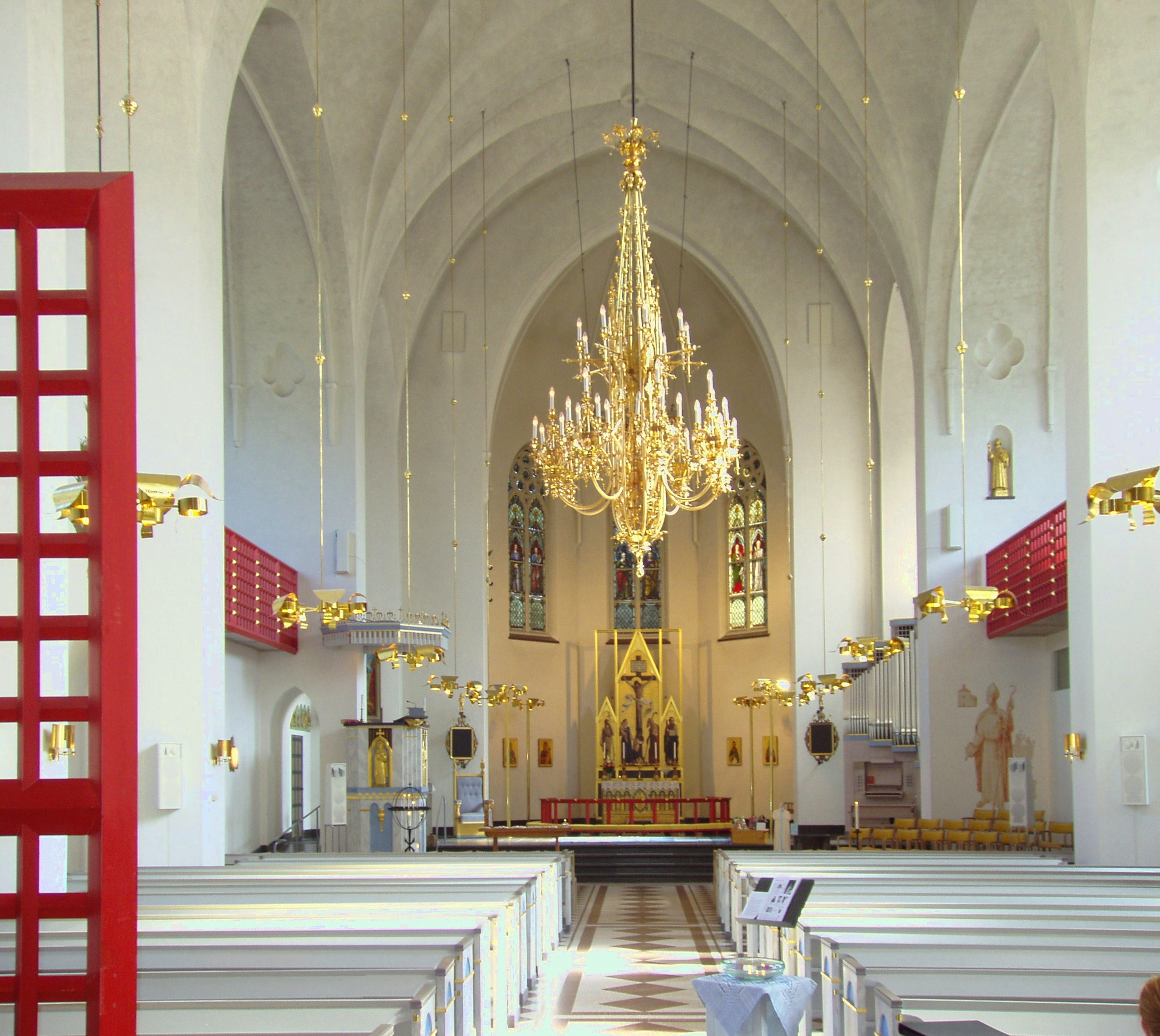
Interiör
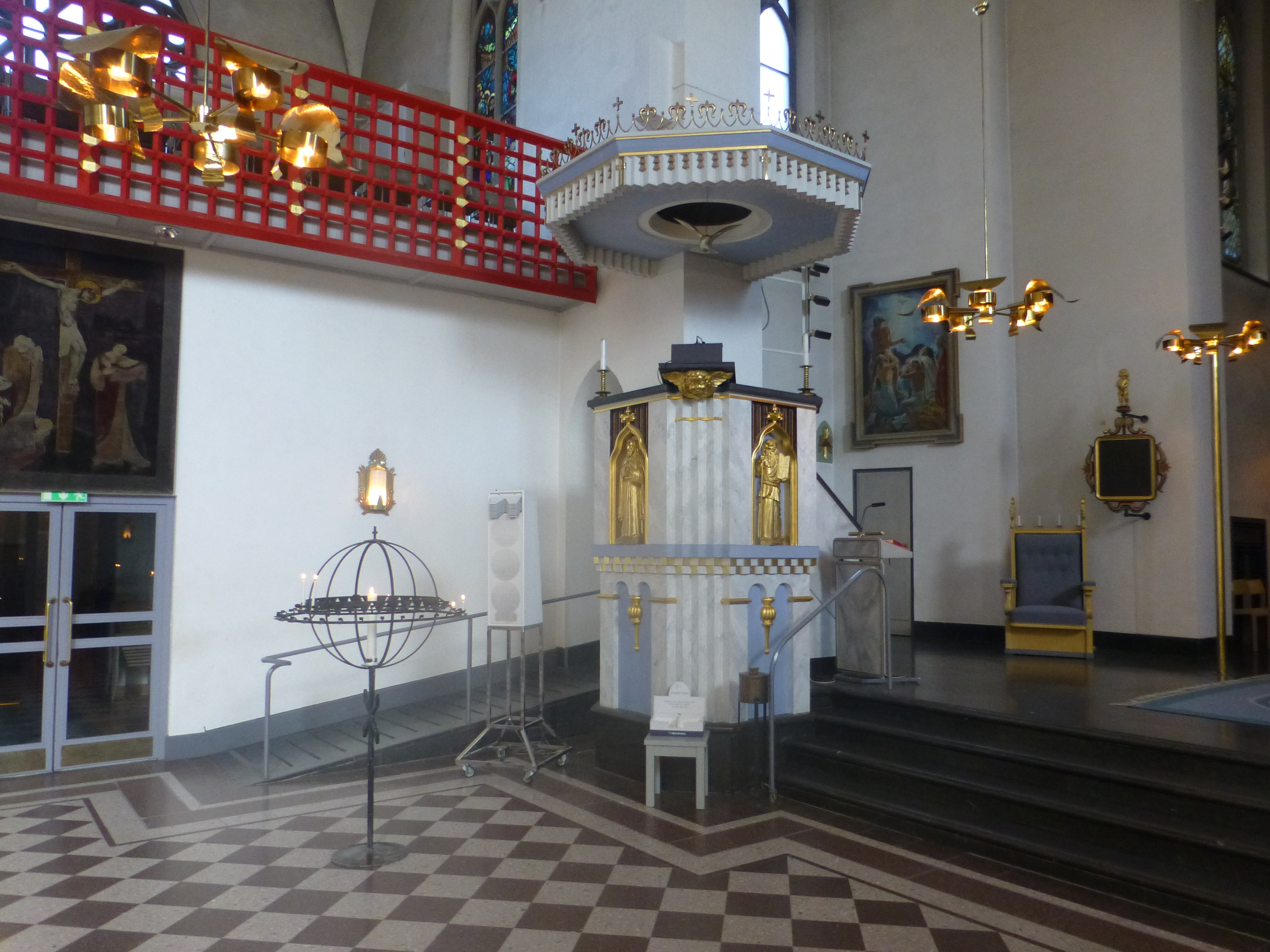
Predikstol
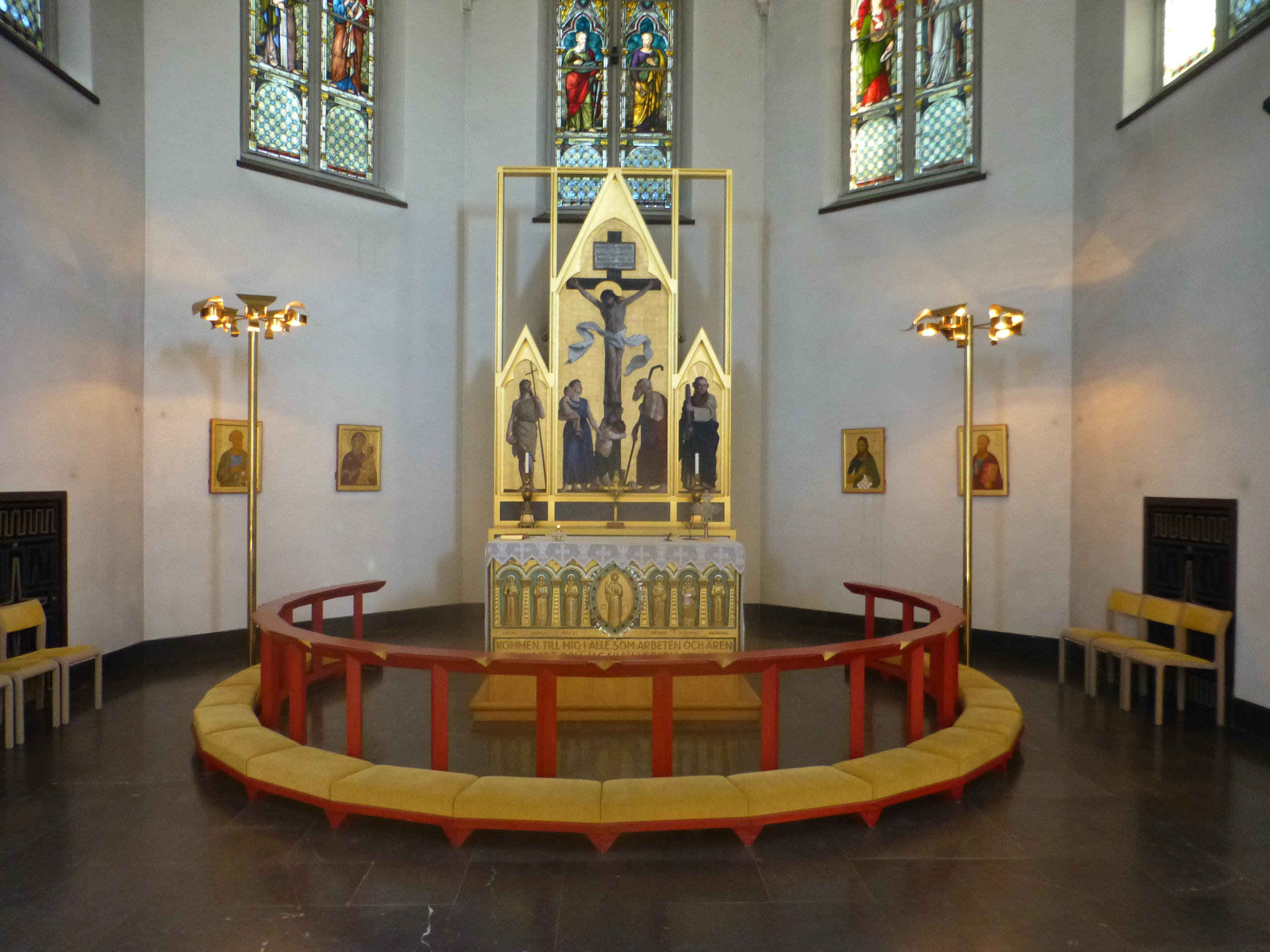
Altare
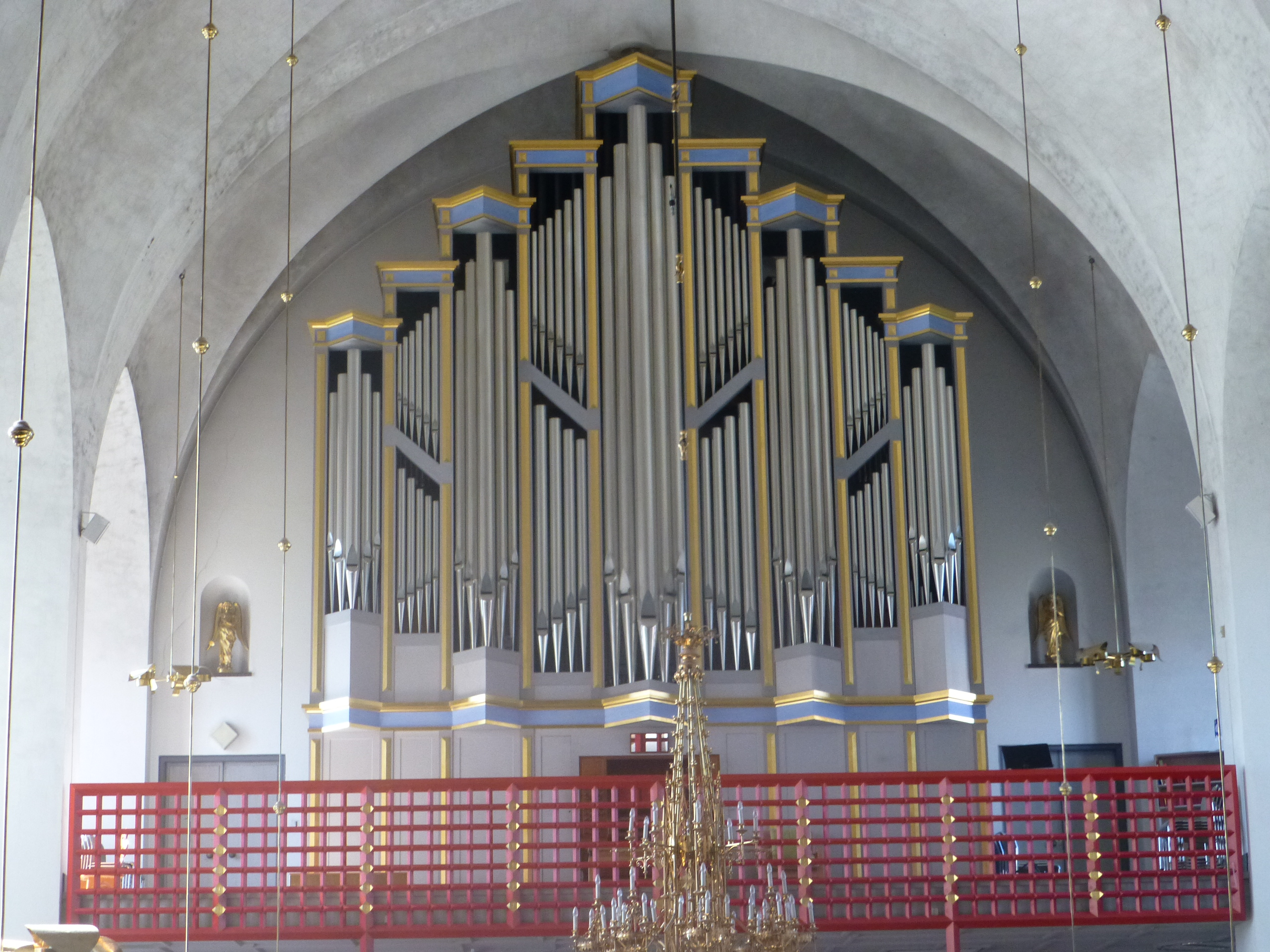
Orgel